# Заріченська сільська рада (Логойський район)
Заріченська сільська рада — (біл. Зарэчанскі сельсавет), адміністративно-територіальна одиниця в складі Логойського району розташована в Мінській області Білорусі. Адміністративний центр — Заріччя.
Заріченська сільська рада розташована на межі центральної Білорусі, у північній частині Мінської області, на північний схід від Логойська.
До складу сільради входять такі населені пункти:
- Глубочани
- Горовець
- Дунай
- Заріччя
- Замош'є
- Конюхи
- Котелі
- Лядо
- Полоси
- Посадець
- Пуща
- Репище
- Селище
- Скороди
- Франулино